# لوسرو
لوسرو (انگلیسی: Lucero؛ زادهٔ ۲۹ اوت ۱۹۶۹) خواننده، بازیگر و مجری اهل مکزیک است.
وی مجری هشت دوره مراسم جایزه گرمی لاتین بوده است.